# C/2023 A3 (Tsuchinshan-ATLAS)
Comète hyperbolique (d)
C/2023 A3 (Tsuchinshan-ATLAS) est une comète à longue période qui a été découverte en 2023, de façon indépendante, par l'Observatoire de la Montagne Pourpre (Tsuchinshan) le 9 janvier 2023 et par l'Asteroid Terrestrial-impact Last Alert System (ATLAS) le 22 février 2023.
La comète est passée à son périhélie à une distance de 0,39 UA (58 millions de km ; 36 millions de mi) le 27 septembre 2024, lorsqu'elle est devenue visible à l'œil nu. Elle a atteint sa magnitude maximale peu de temps après avoir passé le Soleil le 9 octobre, avec une magnitude de -4,9 selon les observations rapportées par COBS.

## Découverte

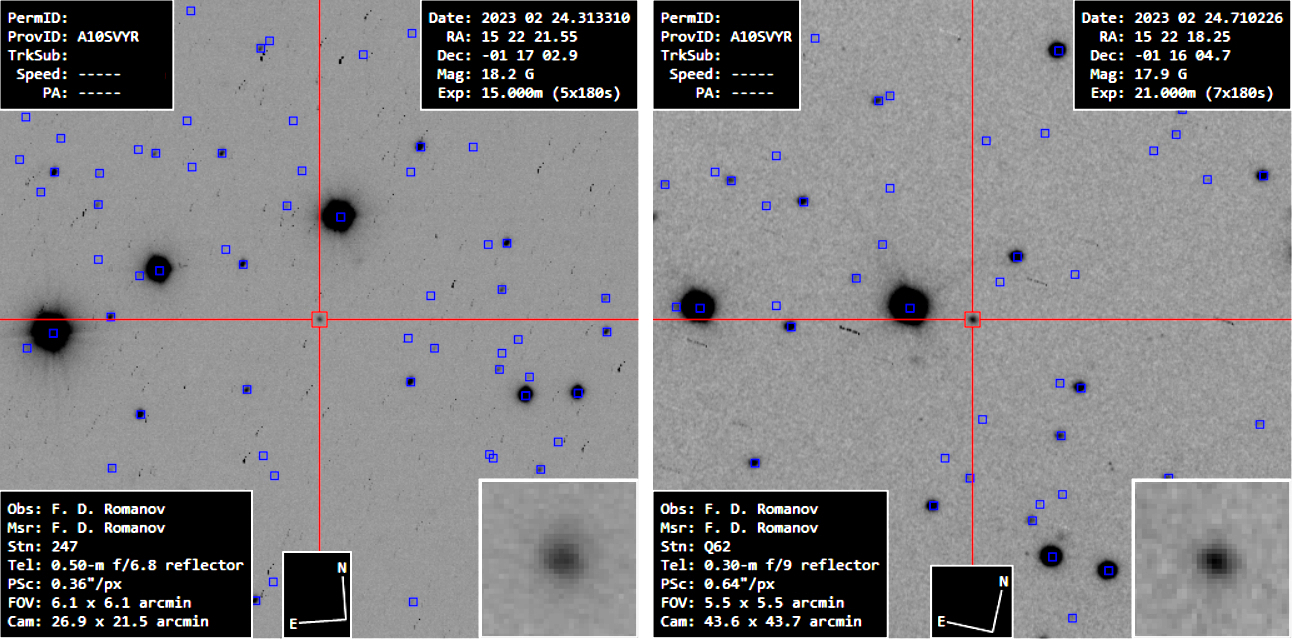
Observation de C/2023 A3, en tant que comète A10SVYR. Images prises le 24 février 2023.

La comète C/2023 A3 a été premièrement identifiée par le relevé ATLAS situé en Afrique du Sud le 22 février 2023 sur des images du télescopes Schmidt de 0,5m de  l'observatoire de Sutherland. L'objet, lors de sa découverte, avait une magnitude apparente estimée à 18,7, lorsqu'il était à environ 7,3 UA du Soleil. Il fut provisoirement désigné A10SVYR.
Après les premiers calculs orbitaux, il a été remarqué qu'il s'agissait du même objet qui avait été signalé au Centre des Planètes Mineures par l'Observatoire de la Montagne Pourpre (Tsuchinshan en mandarin) qui avait été détecté sur des images prises le 9 janvier 2023. Il avait été saisi dans la liste des objets en attente de confirmation, mais avait été retiré le 30 janvier 2023 après qu'aucune observation de suivi n'ait été signalée et que l'incertitude sur sa position prévue s'est accrue au point qu'il a été considéré comme perdu.
À la suite de sa découverte, l'objet a été cherché dans des observations plus anciennes. Sa première détection remonte ainsi au 22 décembre 2022, par l'observatoire Palomar, alors qu'il avait une magnitude estimée entre 19,2 et 19,6. Il s'agissait d'une observation effectuée ce soir-là par le Zwicky Transient Facility, dont le système n'avait pas signalé de nouvelle découverte. Grâce à ces données, une coma très condensée et une petite queue cométaire ont pu être identifiées, confirmant la nature de l'objet.

## Trajectoire
- OC/2023 A3
- OSoleil
- OMercure
- OVénus
- OTerre
- OMars

Animation du passage de C/2023 A3 autour du Soleil.
C/2023 A3
Soleil
Mercure
Vénus
Terre
Mars

La comète a une orbite rétrograde, inclinée à 139°. La comète a atteint son périhélie le 27 septembre 2024, à une distance de 0,391 UA du Soleil. Elle s'est trouvée au plus près de la Terre le 12 octobre 2024, à une distance de 0,47 UA. La comète ne s'approchera pas des planètes géantes du système solaire. En raison des perturbations planétaires, l'orbite sortante aura une excentricité plus petite que l'orbite entrante. Ainsi, la période orbitale et la distance de l'aphélie deviennent beaucoup plus courtes. La trajectoire faiblement hyperbolique peut ou non entraîner l'éjection de la comète du système solaire.

## Évolution de l'observation
En janvier 2024, la magnitude de la comète a augmenté jusqu'à 13,6. La comète se déplaçait alors à travers les constellations de la Balance et de la Vierge. À la fin du mois d'avril, son noyau atteignait une magnitude d'environ 10. Le spectre de la comète le 31 mai 2024, alors qu'elle se trouvait à 2,33 UA du Soleil, indiquait une forte émission de cyanure et un manque de carbone. Elle montrait également un rapport poussière/gaz important. En mai et juin, la magnitude de la comète a commencé à stagner, restant entre 10 et 11, tandis que la queue s'est agrandie, mesurant 5 à 15 minutes d'arc de long, s'étendant vers l'est. Cet allongement de la queue peut être un indice d'une fragmentation du noyau. L'augmentation de sa magnitude et la diminution de la production de poussière laisse penser que la noyau s'est fragmenté fin Mars.
À la mi-juin, la comète est entrée dans la constellation du Lion. Début juillet, une faible queue d'ions, mesurant environ un 1,5 degré de long, a été observée via imagerie. Après la mi-juillet, la comète s'est perdue dans l'éclat du Soleil jusqu'en septembre. En août, la sonde spatiale STEREO a observé que la comète connaissait des augmentations régulières de sa magnitude jusqu'à 7.
La comète a été réobservée par l'astronome amateur Terry Lovejoy au crépuscule du matin du 11 septembre 2024, alors qu'elle se trouvait dans la constellation du Sextan, à une magnitude de 5,5. La comète a été repérée à l'œil nu et photographiée par l'astronaute Matthew Dominick à bord de l'ISS le 20 septembre, suivi par Donald Pettit deux jours plus tard. La première observation à l'œil nu de la comète depuis la Terre a été rapportée le 23 septembre, la comète ayant une magnitude estimée à 3,3, tandis que sa queue mesurait 2,5 degrés de long.
Au cours de la dernière semaine de septembre, la comète était seulement visible dans le ciel de l'aube, mieux visible depuis l'hémisphère sud. Le périhélie a eu lieu le 27 septembre. Le 1er octobre, la comète s'était éclaircie jusqu'à atteindre une magnitude de 2 et la taille sa queue était estimée à environ 11 degrés de long. Après cela, elle s'est déplacée à nouveau en conjonction avec le Soleil.
Le 7 octobre, la comète est entrée dans le champ de vision du coronographe du satellite SOHO et a continué à être visible jusqu'au 11 octobre. Le 9 octobre 2024, la comète se trouvait à 3,5 degrés du Soleil. La comète a atteint une magnitude de -4,9 ce jour-là, devenant ainsi l'une des comètes les plus brillantes jamais observées. C'était la deuxième comète la plus brillante observée par SOHO depuis son lancement en 1995, après la comète McNaught en 2007. La comète est revenue dans le ciel du soir le 10 octobre et elle est devenue visible à l'œil nu les jours suivants. Elle s'est approchée au plus près de la Terre le 12 octobre à une distance de 71 millions de km.

## Galerie

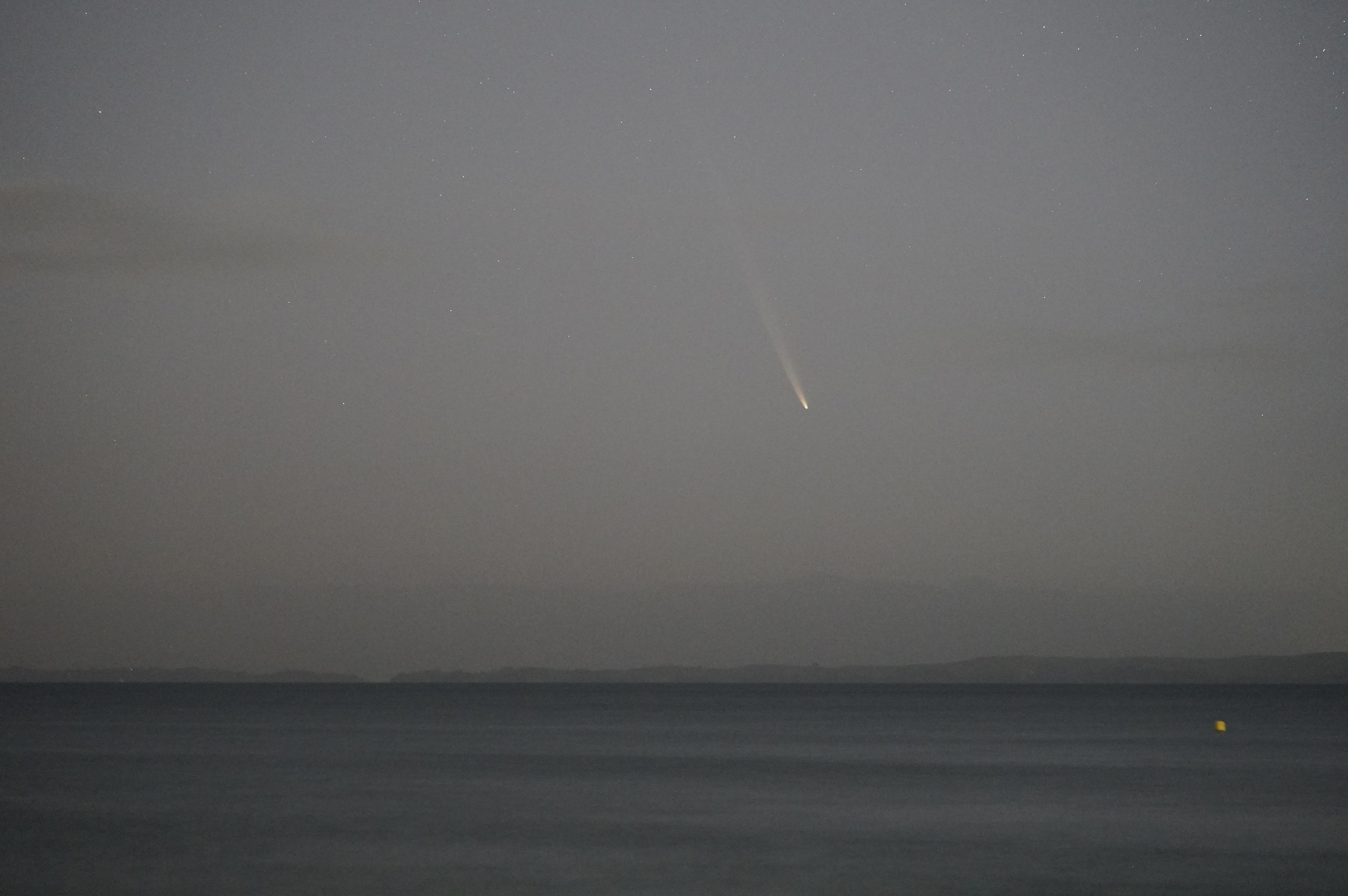
C/2023 A3 vue depuis Murrays Bay en Nouvelle-Zélande, le 28 septembre 2024.
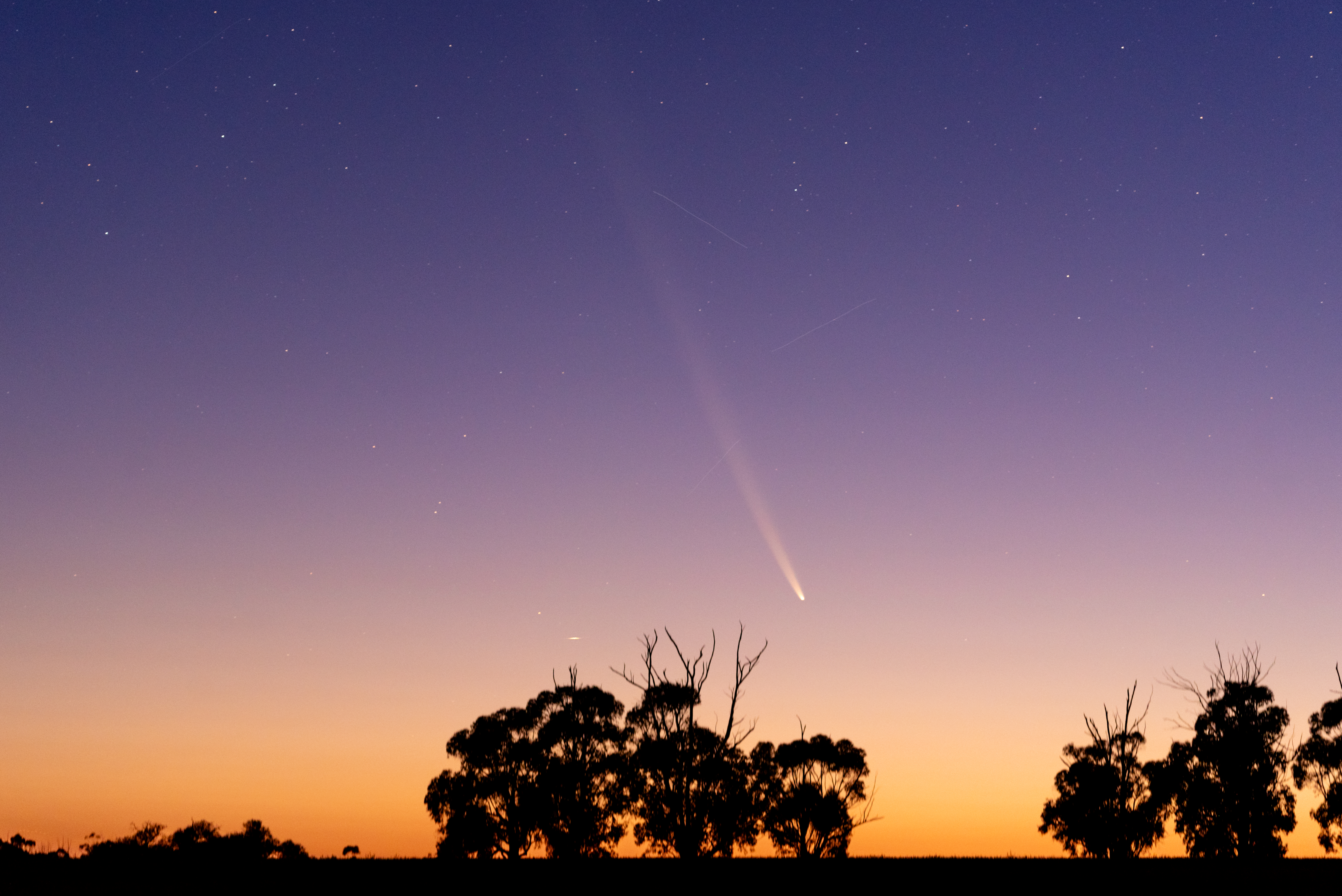
C/2023 A3 vue depuis Donald en Australie, le 2 octobre 2024.
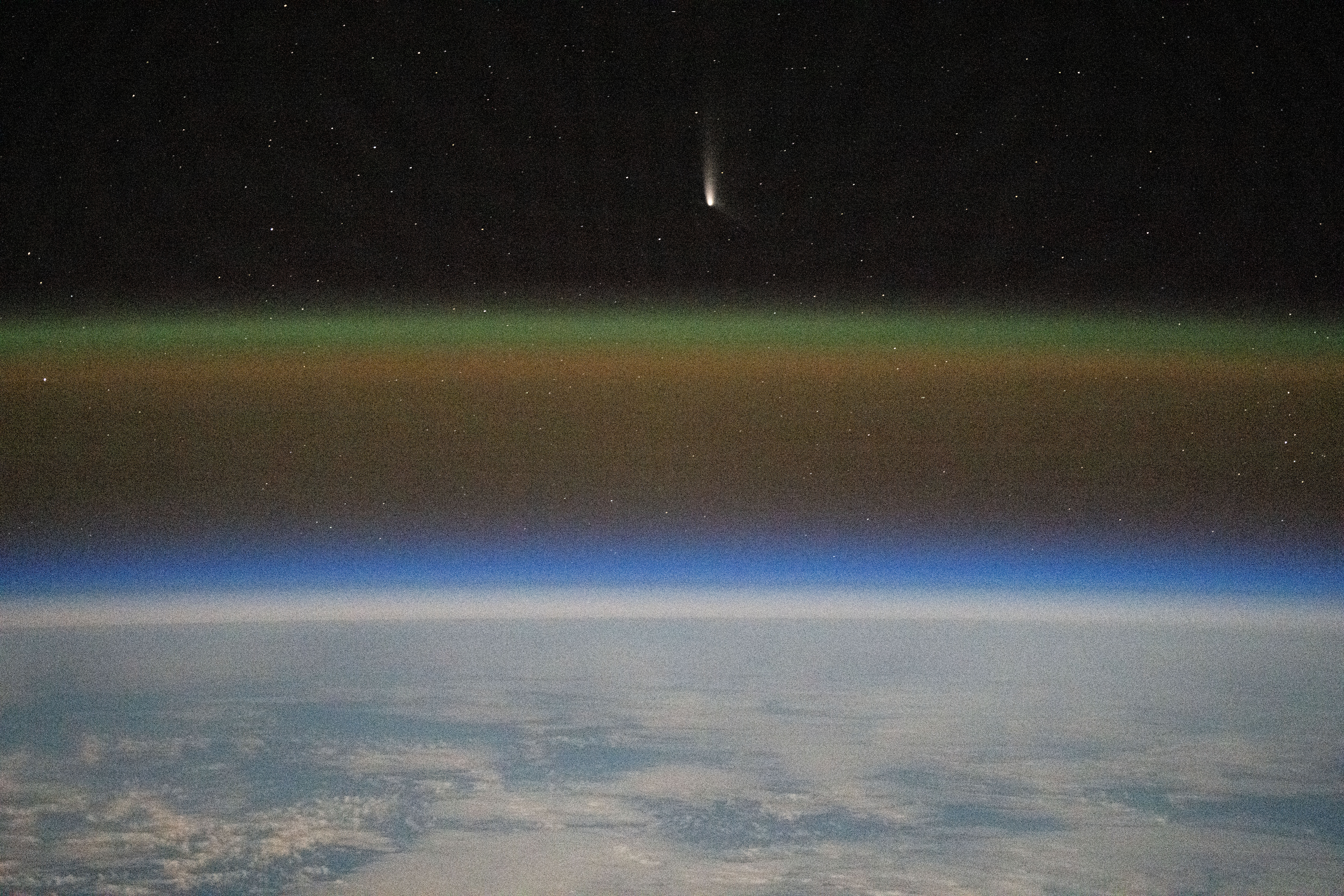
C/2023 A3 depuis la Station spatiale internationale, le 19 septembre 2024.
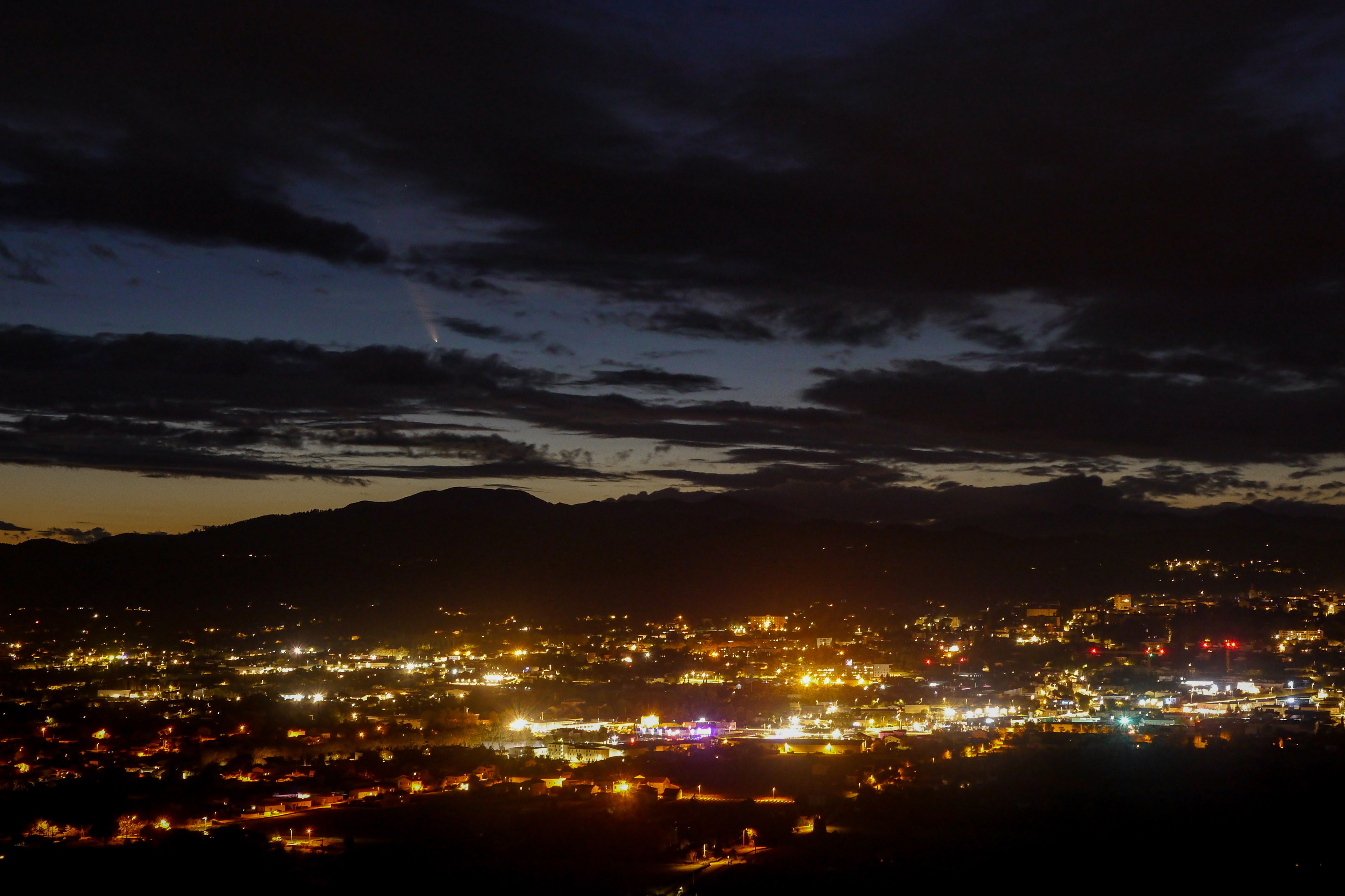
C/2023 A3 entre les nuages, vue depuis Aubenas en France, le 13 octobre 2024.
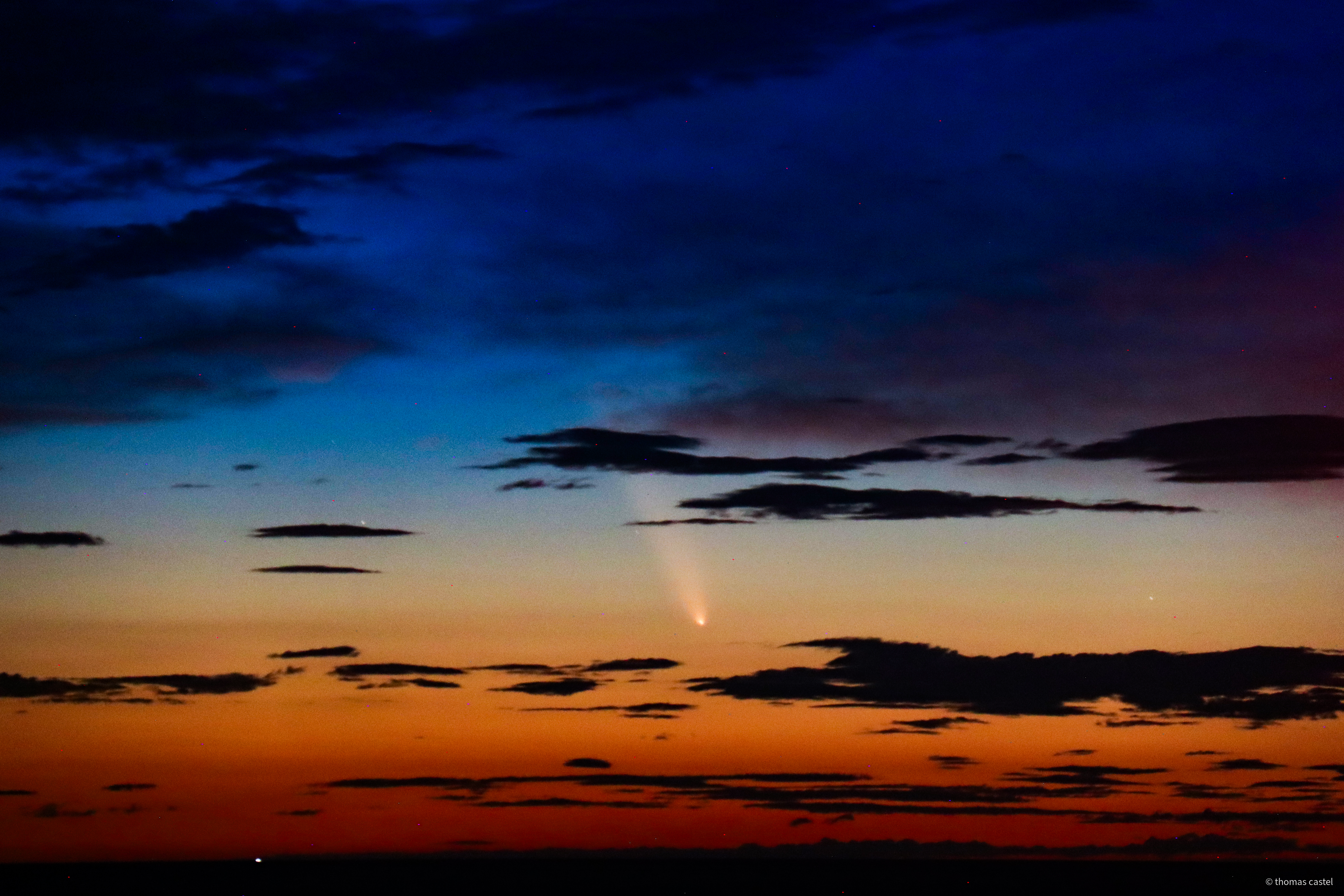
Passage de la comète au dessus de Capbreton.
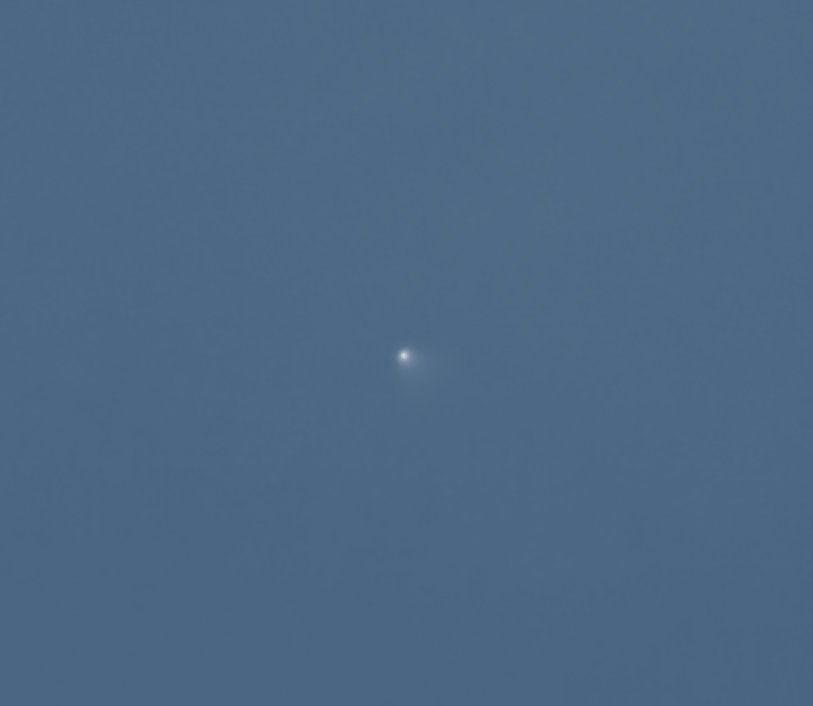
Vue en proche infrarouge (850 nm) de la comète en plein jour à Marseille, le 3 octobre 2024.
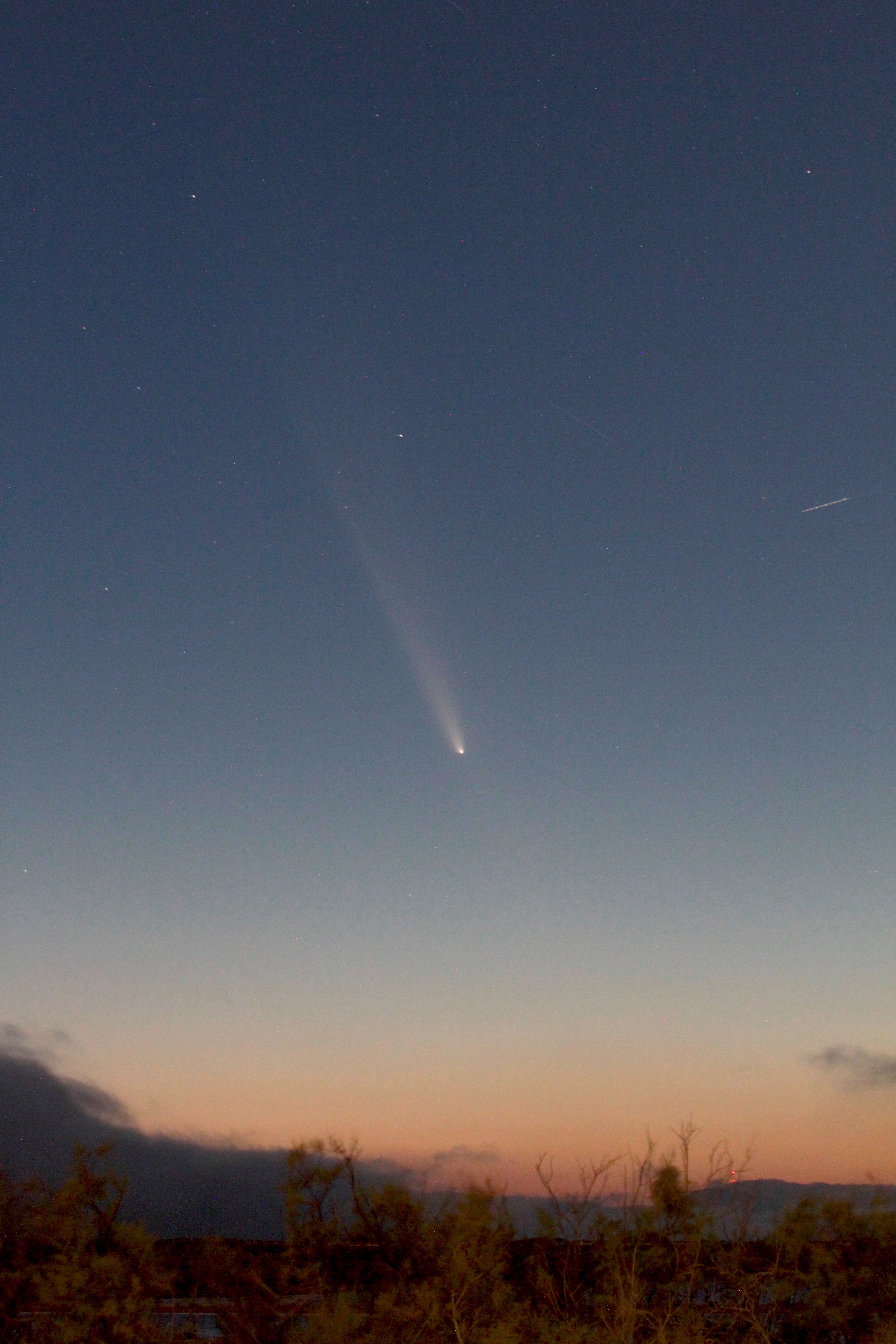
Tsuchinshan-ATLAS, Hyères, 13 octobre 2024.
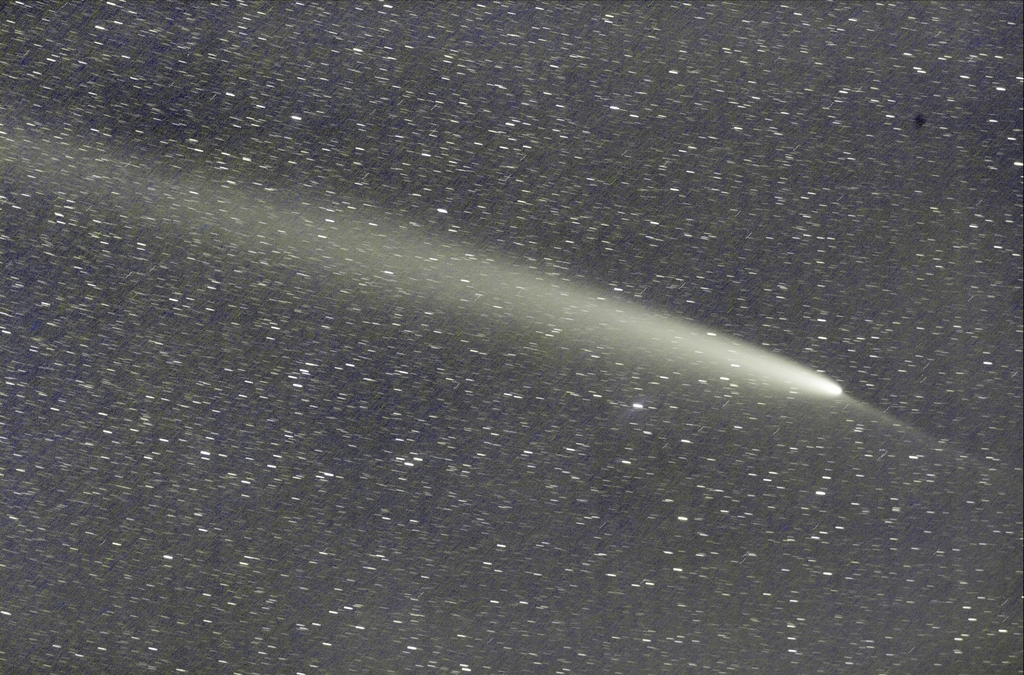
C/2023 A3 vue depuis Cazevieille (Hérault, France), le 19 octobre 2024.
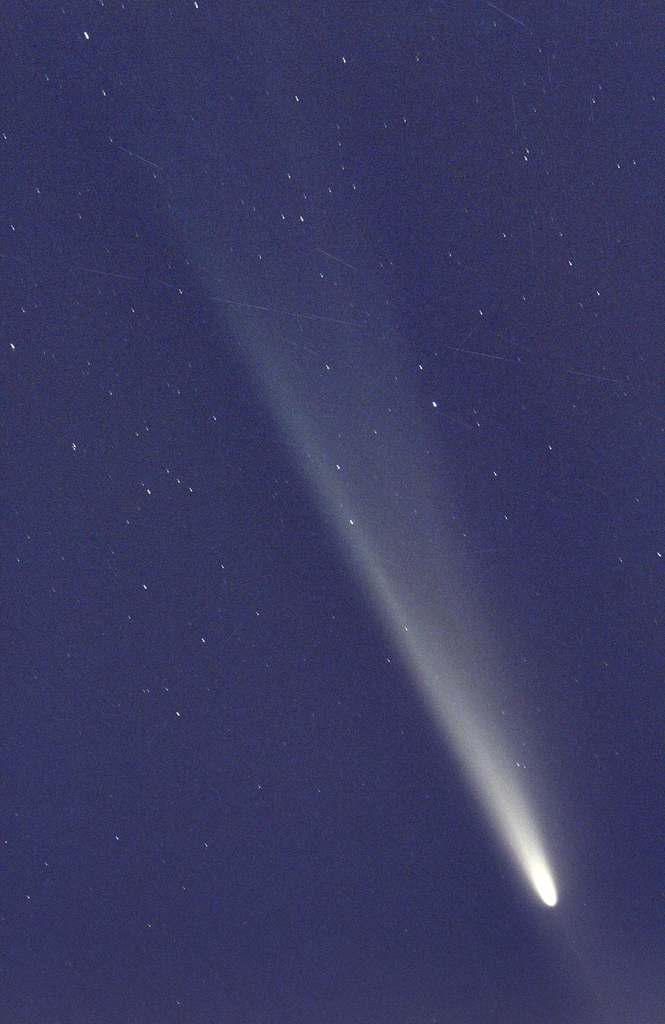
C/2023 A3 (Tsuchinshan-ATLAS) le 13 octobre 2024 à Cazevieille (Hérault, France)
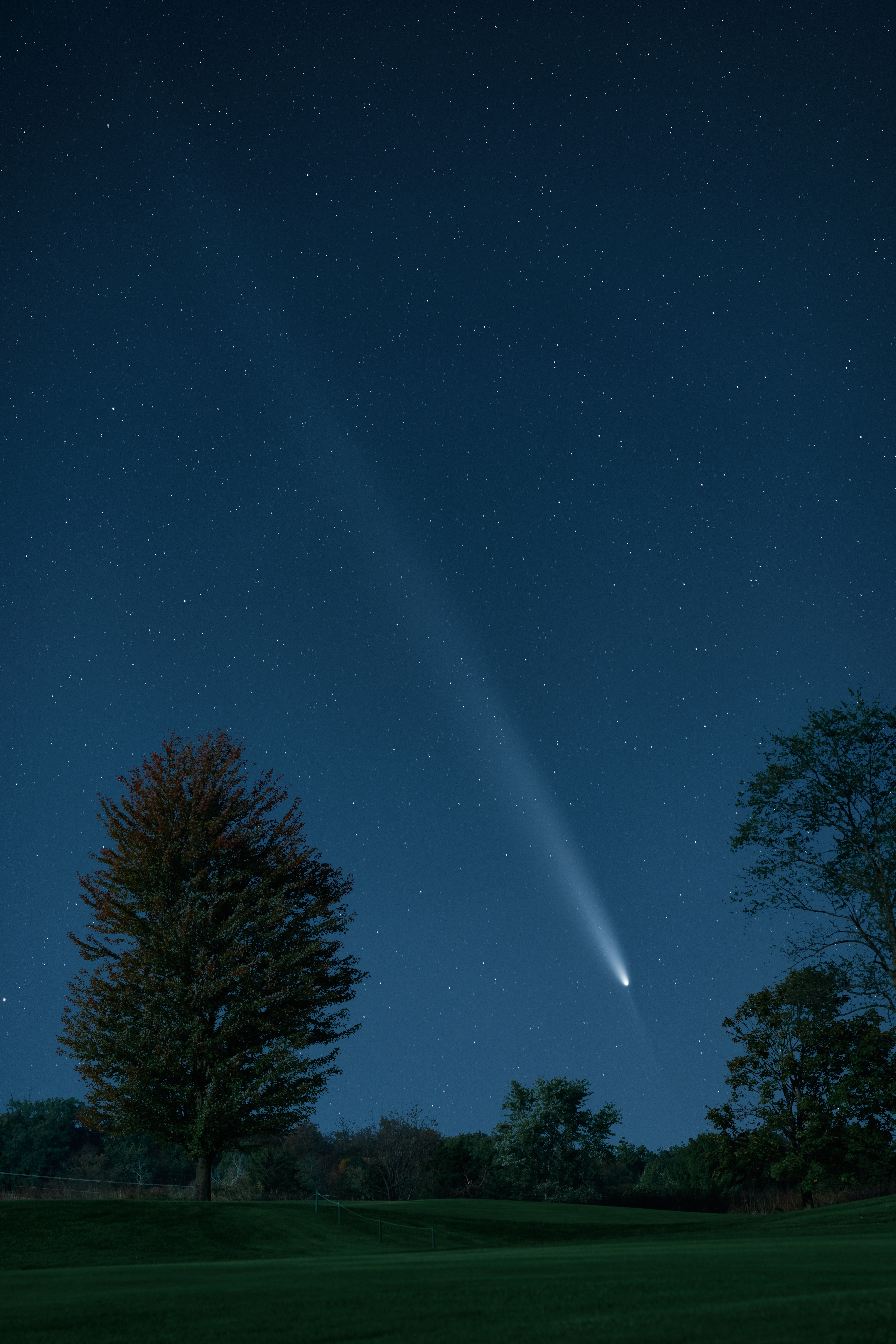
Tsuchinshan-ATLAS vue depuis l'Ohio, le 17 octobre 2024.